# Львович, Зиновий Ефимович

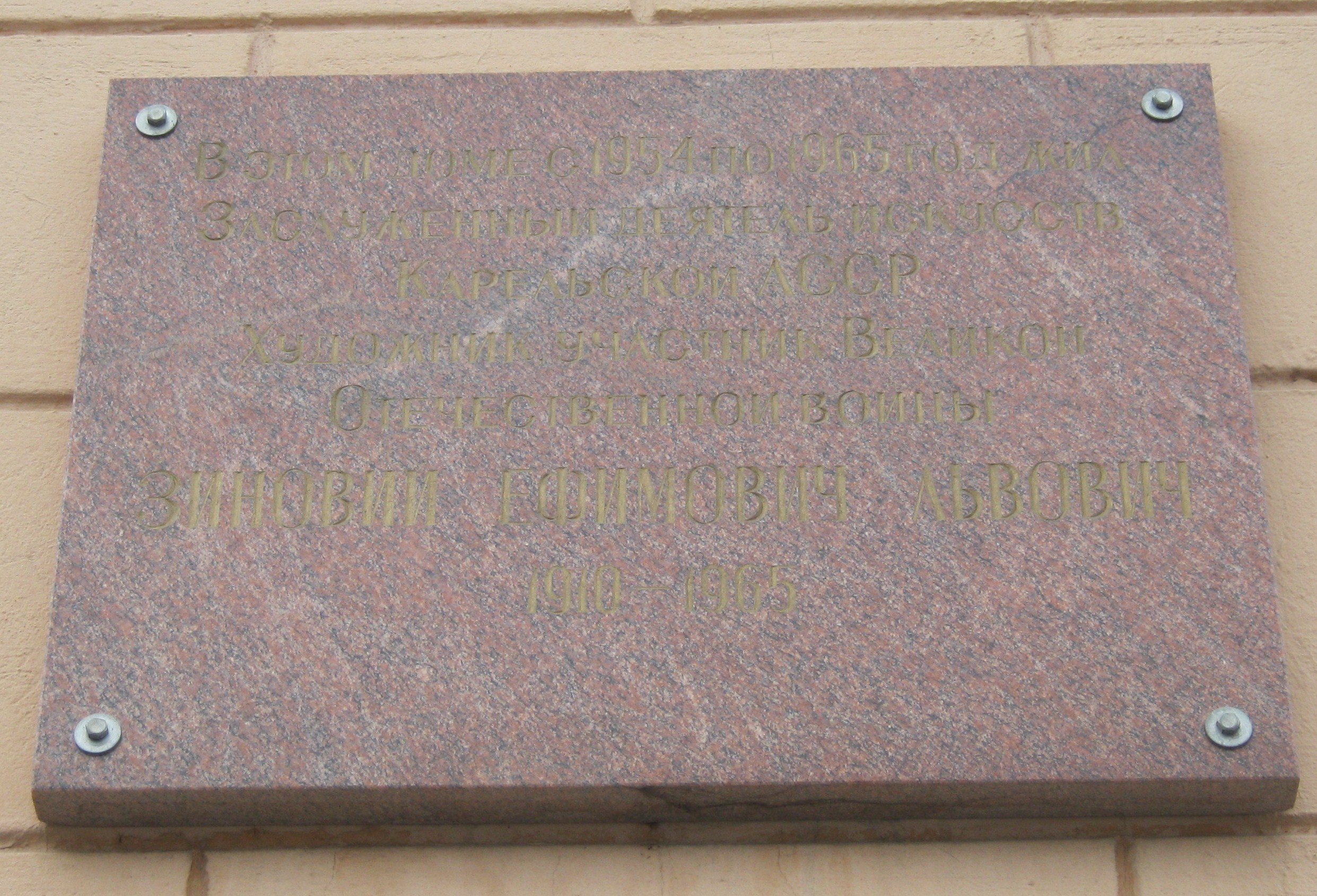
Памятная доска в честь Львовича Петрозаводске на пр. К. Маркса

Зиновий Ефимович Льво́вич (1910—1965) — советский художник-график. Заслуженный деятель искусств Карельской АССР (1959).

## Биография
Родился в мещанской семье.
В 1940 году окончил Московский государственный художественный институт имени Сурикова, графический факультет (учителя И. Грабарь и Д. Моор).
Член КПСС с 1940 г. Начальник отдела изобразительного искусства Управления по делам искусств Карело-Финской ССР.
С 19 июня 1941 г. — член Союза художников СССР.
Участвовал в Великой Отечественной войне в качестве художника армейской газеты Волховского фронта «Во славу Родины», служил в Заполярье, получил звание капитана.
На выставке «Фронт и тыл» 1944 г. были представлены его военные рисунки, пейзажи разрушенного финскими оккупационными войсками Петрозаводска.
В 1949 г. вернулся в Петрозаводск из Ленинграда. Одна из наиболее известных серий его офортов 1952—1954 гг. — «Старый и новый Петрозаводск».
Произведения художника находятся в Музее изобразительных искусств Республики Карелия, в частных коллекциях и собраниях в России и за рубежом.

## Выставки
- Всесоюзные (1939, 1950, 1954—1955, 1957, 1960, 1962)
- Всероссийские (1941, 1957, 1960, 1965)
- Карельских художников в Москве (1951, 1959), в ГДР (Нойбранденбург — 1983, 1985), Финляндия (Варкаус — 1966, Кеми, Рованиеми — 1969)
- Персональные: Петрозаводск (1967, 1985),

## Основные произведения
- В разведку (1944)
- Минер (1944),
- Рядовой А. П. Морозов (1945),
- Нинисельга (1951)
- Старый и новый Петрозаводск (серия) (1954),
- Горные разработки в Карелии (1958)
- Наше Поморье (1961)
- На Онеге (1962)
- Рыбацкая деревня (1964)
- Город на Севере (1962—1965)
- Мартовский ледок (1962—1965)
- Сейнеры (1962—1965)
- Тойво Антикайнен (1962—1965)

## Память
- Мемориальная доска на доме, где проживал, г. Петрозаводск, проспект К. Маркса. Открыта 4 мая 2005 г. Автор — художник Николай Беляков[4].